# Aufruhr am Sankt-Scholastika-Tag

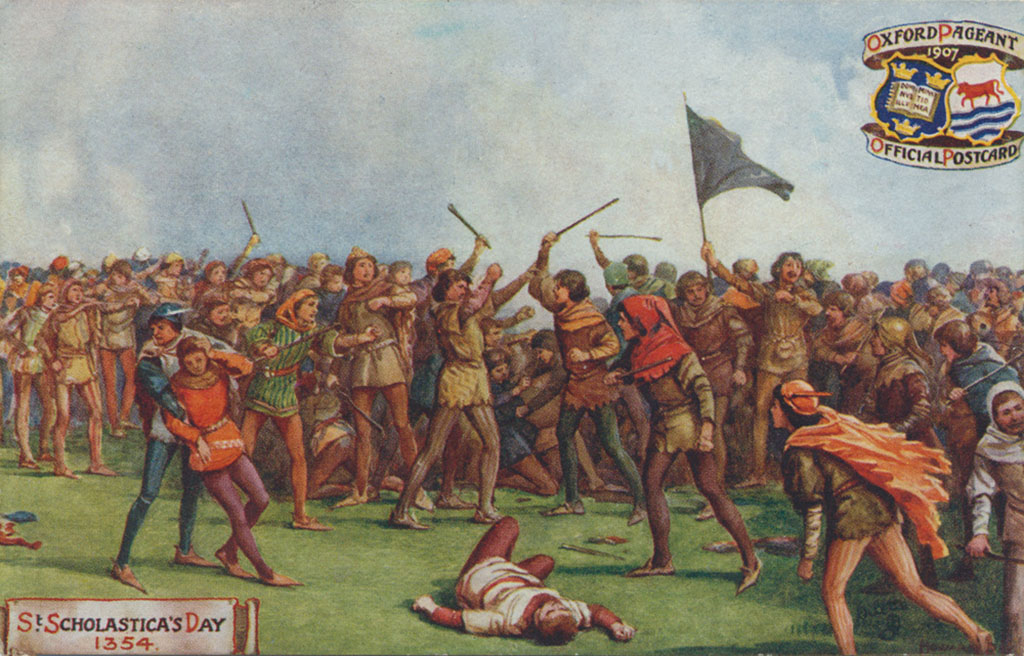
Darstellung des Aufruhrs auf einer Postkarte von 1907

Als Aufruhr am Sankt-Scholastika-Tag (engl. St Scholastica Day riot) wird eine mehrtägige bewaffnete Auseinandersetzung zwischen Studenten der University of Oxford und Bewohnern der Stadt Oxford bezeichnet, die am 10. Februar 1355 begann, dem Tag der Heiligen Scholastika. Entfacht wurden die Unruhen, bei denen schließlich über 90 Menschen den Tod fanden, durch einen Streit zwischen zwei Studenten und einem Wirt. Dieses Ereignis gilt bis heute als verheerendster Zwischenfall im angespannten Verhältnis zwischen Bürgern und Akademikern. Es wird auch als das „große Gemetzel“ (engl. Great Slaughter) bezeichnet.

## Hintergrund
Mittelalterliche Universitäten genossen über Jahrhunderte hinweg zahlreiche königliche oder gar päpstliche Privilegien, die den Professoren und Studenten Vorrechte gegenüber den Stadtbewohnern einräumten. So unterstanden die Universitätsangehörigen meist nicht der städtischen Rechtsprechung. Häufig betrafen diese Privilegien auch die Politik, den Warenhandel oder das gesellschaftliche Leben. Nicht selten gerieten Studenten und Stadtbewohner vor allem im 13. und 14. Jahrhundert aneinander und trugen gewalttätige oder gar bewaffnete und tödliche Konflikte aus. Unabhängig vom Ausgang wurden diese Konflikte in der Regel zugunsten der Akademien entschieden. Oft führten sie auch dazu, dass Einheimische oder auch studentische Gruppen Oxford verließen und in andere Städte übersiedelten, etwa 1209 nach Cambridge, wo kurz darauf die University of Cambridge gegründet wurde. Der Aufruhr in Oxford sowie die folgenden Konsequenzen gelten als ein historischer Höhepunkt dieser für das Mittelalter typischen Situation.

## Verlauf

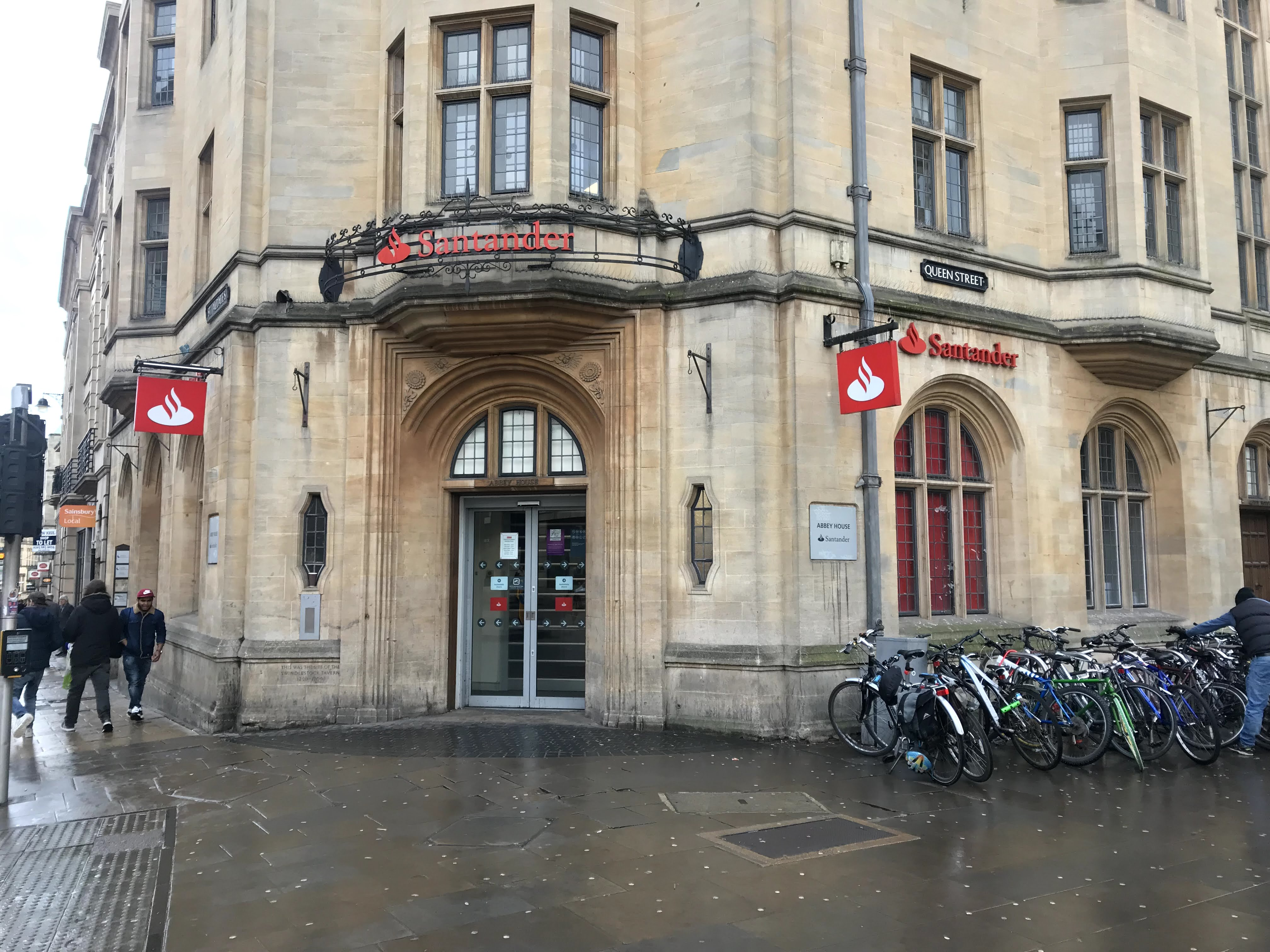
Das Gebäude an der Stelle an der Carfax-Kreuzung, an dem sich damals die Swindlestock Tavern befand

Die Auseinandersetzung begann in der Swindlestock Tavern, einer Bar im Stadtzentrum von Oxford an der Kreuzung von St Aldate’s, Cornmarket Street, Queen Street und High Street nahe dem Carfax Tower. Die beiden Studenten Walter Spryngeheuse und Roger de Chesterfield beschwerten sich beim Wirt John Croidon oder Roger de Croydon über die Qualität des Weins. Nachdem der Wirt hierauf harsch reagierte, warfen die beiden Studenten schließlich ihre Trinkgefäße in dessen Richtung und wurden handgreiflich.
Schnell weitete sich das Handgemenge auf weitere Besucher der Bar sowie außerhalb des Gebäudes verweilende Bewohner aus. Ein Bürger läutete schließlich die Glocken der St Martin’s Church und ein Student jene der Universitätskirche Church of St Mary the Virgin, beide mit dem Ziel, Gleichgesinnte zur Bewaffnung aufzurufen. Es entstand ein zwei Tage andauernder Aufruhr, der auch durch Frust und Unzufriedenheiten auf beiden Seiten angeheizt wurde – die Studenten beschwerten sich über hohe Miet- und Verpflegungskosten, die Bürger wehrten sich gegen die kirchlichen Privilegien der Studenten sowie deren wiederkehrendes Fehlverhalten. Nach Bekanntwerden des Geschehens schlossen sich über 2000 Männer auch aus ländlichen Gebieten außerhalb der Stadt den Bürgern an und riefen bei ihrer Ankunft „Havoc! Havoc! Smyt fast, give gode knocks!“ (zu Deutsch etwa „Angriff! Angriff! Trefft schnell, trefft gut!“). Zugleich solidarisierten sich über 200 Studenten mit Spryngeheuse und de Chesterfield und attackierten den Bürgermeister und andere Bürger.
Der Bürgermeister der Stadt, John de Bereford, zugleich Eigentümer der Immobilie, ritt am darauffolgenden Tag zum Woodstock-Palast, dem damaligen Herrschaftssitz in Woodstock, um König Edward III. um Unterstützung zu bitten, was jedoch erfolglos blieb.
Der Aufruhr dauerte letztlich etwa zwei oder drei Tage und kostete 63 Studenten und etwa 30 Bürgern das Leben, viele wurden auch innerhalb ihrer Häuser oder Colleges angegriffen und verletzt, verstümmelt oder getötet. Die Studenten wurden letztlich besiegt, was den Aufstand beendete.

## Folgen
Trotz der physischen Niederlage der Studenten wurde der Streit politisch durch eine Charta von König Edward III. zugunsten der Universität entschieden, die fortan weitere Privilegien erhielt. An jedem folgenden Jahrestag des Aufstands mussten der Bürgermeister und Ratsmitglieder durch die Straßen marschieren, die Messe besuchen, den Universitätsprivilegien Respekt zollen und für jeden getöteten Studenten ein Bußgeld von einem Penny an die Universität entrichten, insgesamt 5 Shilling und 3 Pence. Zudem regulierte die Universität fortan den lokalen Getränkehandel und erhielt die Kontrolle über die Wein-, Bier- und Brotproduktion.
Die Buße endete erst 470 Jahre später, als sich der Bürgermeister 1825 weigerte, an diesem Prozess teilzunehmen. Dennoch gab es bis ins 20. Jahrhundert weitere Auseinandersetzungen zwischen Studenten und Bürgern. Erst 1955 – 600 Jahre nach Ausbruch des Aufstands – hob das britische Parlament den damaligen Erlass des Königs endgültig auf.
Der Aufruhr ist bis heute eines der bekanntesten Vorkommnisse in der Geschichte von Oxford.

## Erinnerung

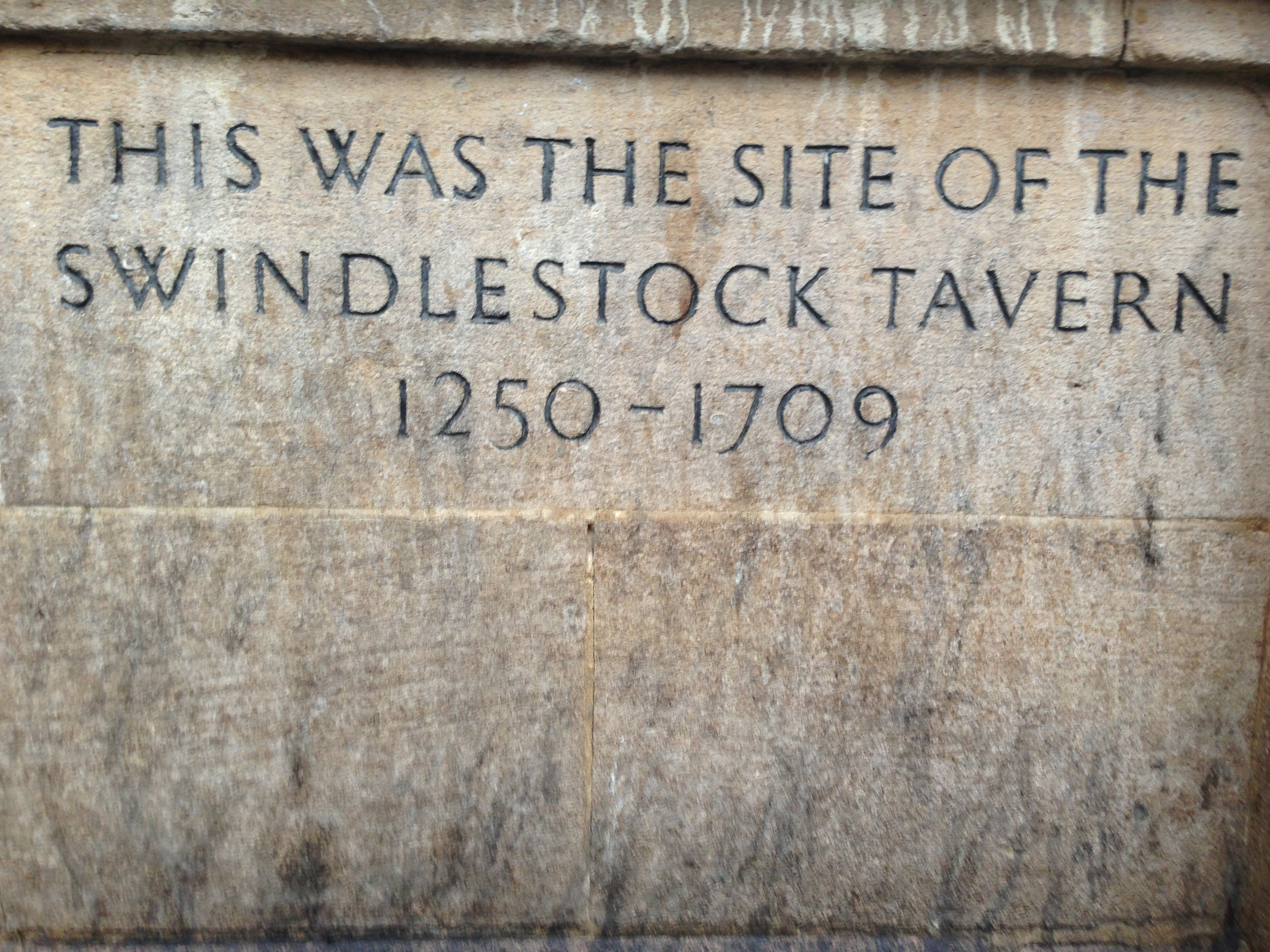
Der Gedenkstein

Das ursprüngliche Gebäude, in dem sich die Taverne seit 1250 befand, wurde 1709 abgerissen und durch mindestens einen Neubau ersetzt, ehe das heutige Bankgebäude errichtet wurde. An die Taverne erinnert heute ein Gedenkstein, der links neben dem Haupteingang in die Fassade integriert wurde. Es wird jedoch vermutet, dass sich die Kellerräume der damaligen Taverne immer noch unterhalb des heutigen Gebäudes befinden.
Auch die St Martin’s Church wurde inzwischen abgetragen; lediglich der im 13. Jahrhundert errichtete Kirchturm, dessen Glocken zu Beginn des Aufruhrs geläutet wurden, steht heute noch. Die 1315 erbaute Universitätskirche ist hingegen noch vollständig erhalten.